# رکندورف
رکندورف (به آلمانی: Reckendorf) یک شهر در آلمان است که در بامبرگ واقع شده‌است. رکندورف ۲٬۰۳۶ نفر جمعیت دارد.